# Гаргалартепеси
Гаргалартепеси (азерб. Qarğalar təpəsi) — поселение, относящееся к эпохе энеолита, расположенное у села Гырылы Акстафинского района Азербайджана.
В Гаргалартепеси была обнаружена глиняная фигурка сидящей женщины, которая по типу близка к одной из гобустанских фигурок. Это может быть свидетельством того, что местная культура в процессе выработки иконографического типа «сидящего» божества была весьма устойчива и жизненна и восходят к местному искусству мезолитическо-неолитического времени.
Также в ходе раскопок были выявлены земледельческие орудия труда и остатки зерна.